# Pomyski

Herb Pomyski

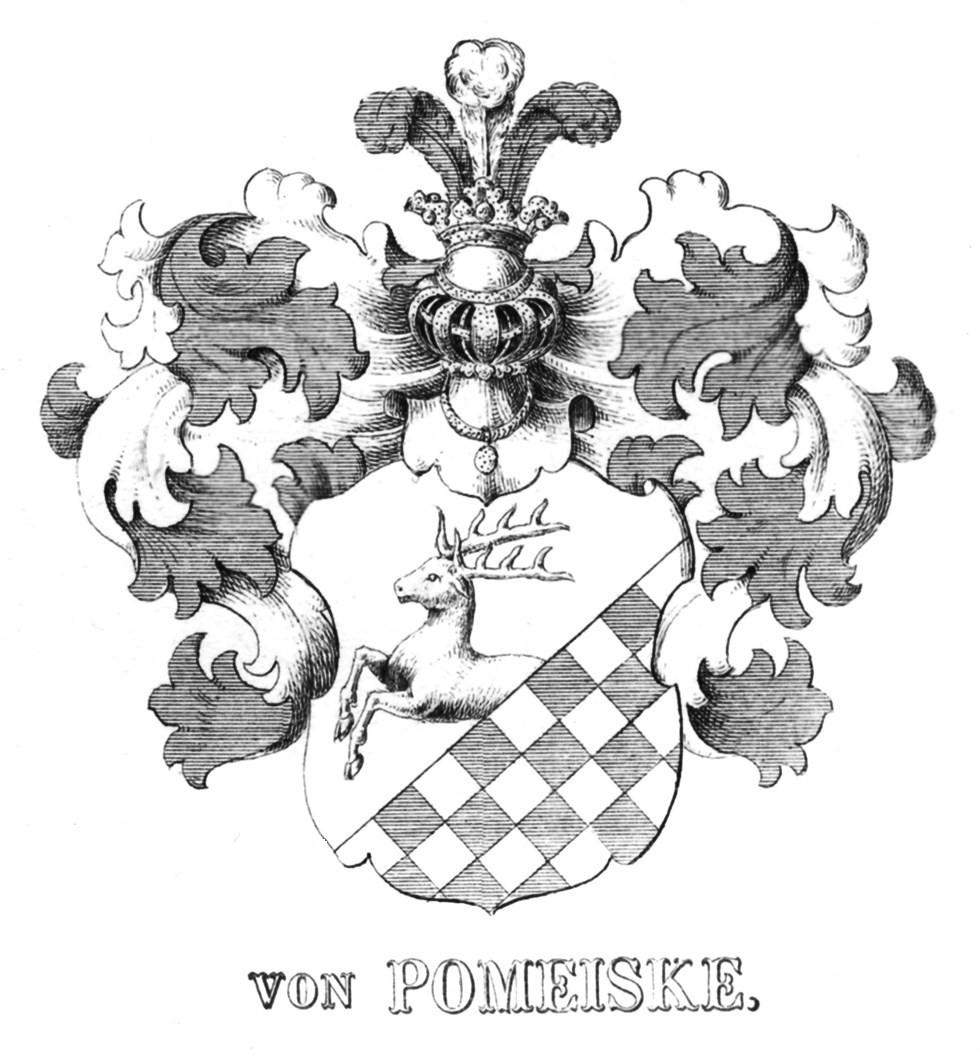
Herb Pomyski w herbarzu pomorskim Bagmihla

Pomyski (Pomeiske, Pomiski, Pomojski, Pomyjski, Jeleń, Hirsch, Brochwicz odmienny) – herb szlachecki, używany przez rodzinę osiadłą na Kaszubach. Herb własny rodziny Pomyskich. Według Przemysława Pragerta odmiana herbu Brochwicz.

## Opis herbu
Opis z wykorzystaniem klasycznych zasad blazonowania:
Tarcza dzielona w skos, w polu górnym srebrnym pół jelenia wyskakującego naturalnego (lub czerwonego), pole dolne szachowane błękitno-srebrne. Klejnot: nad hełmem w koronie trzy pióra strusie, srebrne między błękitnymi. Labry błękitne, podbite srebrem.

## Najwcześniejsze wzmianki
Herb znany jest przede wszystkim heraldykom niemieckim. Pojawia się w herbarzu Ledebura (Wappenbuch der Preussischen Monarchie, 1828), tzw. Nowym Siebmacherze (Ausgestorbener Preussischer Adel. Provinz Pommern, 1894), Bagmihla (Pommersches Wappenbuch, 1855) oraz pracy Reinholda Cramera o historii ziemi lęborskiej i bytowskiej (Geschichte der Lande Lauenberg und Bütow, 1855). Ze źródeł niemieckich informacje o herbie trafiły do dwóch opracowań polskich: Ostrowskiego (Księga herbowa rodów polskich, 1897, 1906) i Uruskiego (Rodzina. Herbarz szlachty polskiej, 1917).

## Rodzina Pomyskich
Zamożna rodzina szlachecka z ziemi bytowskiej. Jej nazwisko pochodzi od wsi Pomysk Wielki. Jej protoplastą może być Albrecht von Wattelaw, rycerz z ziemi chełmińskiej, który otrzymał nadanie łanów w Pomysku w 1360 roku. Jego potomkiem może być Nicze z Pomyjska, wzmiankowany w 1380 roku. W latach 1393 i 1404 był on sędzią ziemskim bytowskim. W okresie rządów Zakonu, urząd ten był pełniony wyłącznie przez członków rodu Pomyskich. Po włączeniu ziemi bytowskiej do księstwa pomorskiego jako lenna Polski, tylko Pomyscy byli w okolicy zaliczani w poczet rycerstwa, zaś w XVII wieku posiadane dobra stawiały ich pośród jedynych czterech rodów w okolicy zaliczanych do szlachty. Od XVII wieku znany jest przydomek używany przez rodzinę obok nazwiska - Hirsch (Hirsz), czyli "jeleń". Po włączeniu ziemi lęborskiej i bytowskiej do Brandeburgii, członkowie rodu nie pełnili już znaczniejszych funkcji ziemskich, udzielali się natomiast w armiach zarówno polskiej jak i pruskiej. Najwybitniejszym wojskowym przedstawicielem rodu był Nikolaus Alexander von Pomeiske, który ostatecznie w 1777 roku dosłużył się stopnia generała porucznika w armii pruskiej. Jako ostatni męski przedstawiciel rodziny nałożył na wszystkich spadkobierców dziedziczących dobra w Pomysku obowiązek dołączania do własnego nazwiska Pomeiske i do herbu Pomyskich. W roku 1818 wnuk Ewalda Georga Aleksandra von Lettow-Pomeiske uzyskał zgodę króla pruskiego na dołączenie nazwiska Pomeiske i herbu wygasłego rodu do herbu von Lettowów. Powstał w ten sposób herb, w którym herb von Lettowów (w polu srebrnym pas przebity przez kotwicę bez lewego ramienia i żeleźca, w klejnocie trzy pióra kogucie złote) skwadrowano z herbem Pomyski, zaś klejnoty obu herbów umieszczono na dwóch hełmach na tarczy. Podobnie powstał w 1845 roku herb Ottona Schwerdtnera, po tym jak w 1840 roku odziedziczył on dobra w Pomysku Wielkim. Jego herb przedstawiał skwadrowany z herbem Pomyskich herb Schwerdtnerów (w pas, w polu górnym czerwonym lew kroczący złoty, w polu dolnym zielonym miecz w skos lewy, w klejnocie pół rycerza z mieczem i pióropuszem strusim złoto-czerwonym).

## Herbowni
Pomyski (Pomeiske, Pomeiski, Pomeisski, Pomejski, Pomiski, Pommowski, Pomoiske, Pomoiski, Pomojski, Pomoski, Pomoyski, Pomyjski, Poumowfski, Powmowsky), także z przydomkiem odherbowym Hirsz (Hirsch).